# Jožka Jabůrková

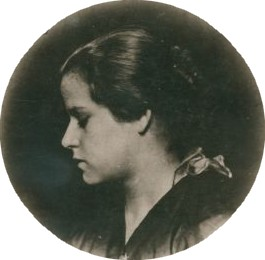
Jožka Jabůrková (vor 1925)

Jožka Jabůrková, geborene Josefa Řehová a) (* 16. April 1896 in Vítkovice; † 31. Juli 1942 in Ravensbrück) war eine linksorientierte kommunistische tschechische Journalistin und Schriftstellerin, Übersetzerin aus dem Russischen sowie Widerstandskämpferin. Sie benutzte in dieser Zeit die Pseudonyme Marta Janáčková bzw. Ida Ostravská. Sie wurde als Aktivistin des tschechoslowakischen antifaschistischen Widerstandes im KZ Ravensbrück zu Tode gefoltert.

## Leben
Jožka Jabůrková arbeitete während des Ersten Weltkrieges in einem Stahlwerk, später im Krankenhaus. Nach dem Krieg zog sie nach Prag um, wo sie sich in der sozialdemokratischen und später in der kommunistischen Bewegung engagierte. Großes Interesse widmete sie auch dem Sport und bekleidete einige Posten in der Föderation der proletarischen Sporterziehung. Ihre literarische Begabung nutzte sie auch auf dem Gebiet der Frauenarbeit (Mitarbeit in Zeitschriften), wo sie soziale Fragen aufgriff. Sie engagierte sich nicht zuletzt in Antikriegsaktivitäten und organisierte Aktionen zugunsten leidender Kinder im spanischen Bürgerkrieg. Im Jahr 1931 wurde sie auf der Liste der Tschechoslowakischen Kommunistischen Partei in die Abgeordnetenversammlung von Prag gewählt. In dieser Funktion engagierte sie sich weiterhin auf dem Gebiet der Frauenarbeit, Kinder- und Jugendlichenschutz, Arbeitslosigkeit und Armut, Gesundheit. Sie hat vermehrt auf die Gefahr des Faschismus hingewiesen.
In der Nacht vom 15. auf den 16. März 1939 – nach dem Einmarsch der deutschen Truppen in Prag und der Errichtung des Protektorats – wurde sie während der ersten großen Verhaftungswelle (sogenannte Aktion Gitter) zusammen mit über 6000 anderen Personen verhaftet. Später wurde Jabůrková im KZ Ravensbrück als eine der ersten tschechischen weiblichen Gefangenen interniert. Sie nahm dort umgehend Kontakt zu antifaschistisch gesinnten Gefangenen, insbesondere zu den deutschen Frauen, die hier bereits seit einer längeren Zeit einsaßen, auf. Sie starb am 31. Juli 1942 nach Misshandlungen und Folter beim Verhör.

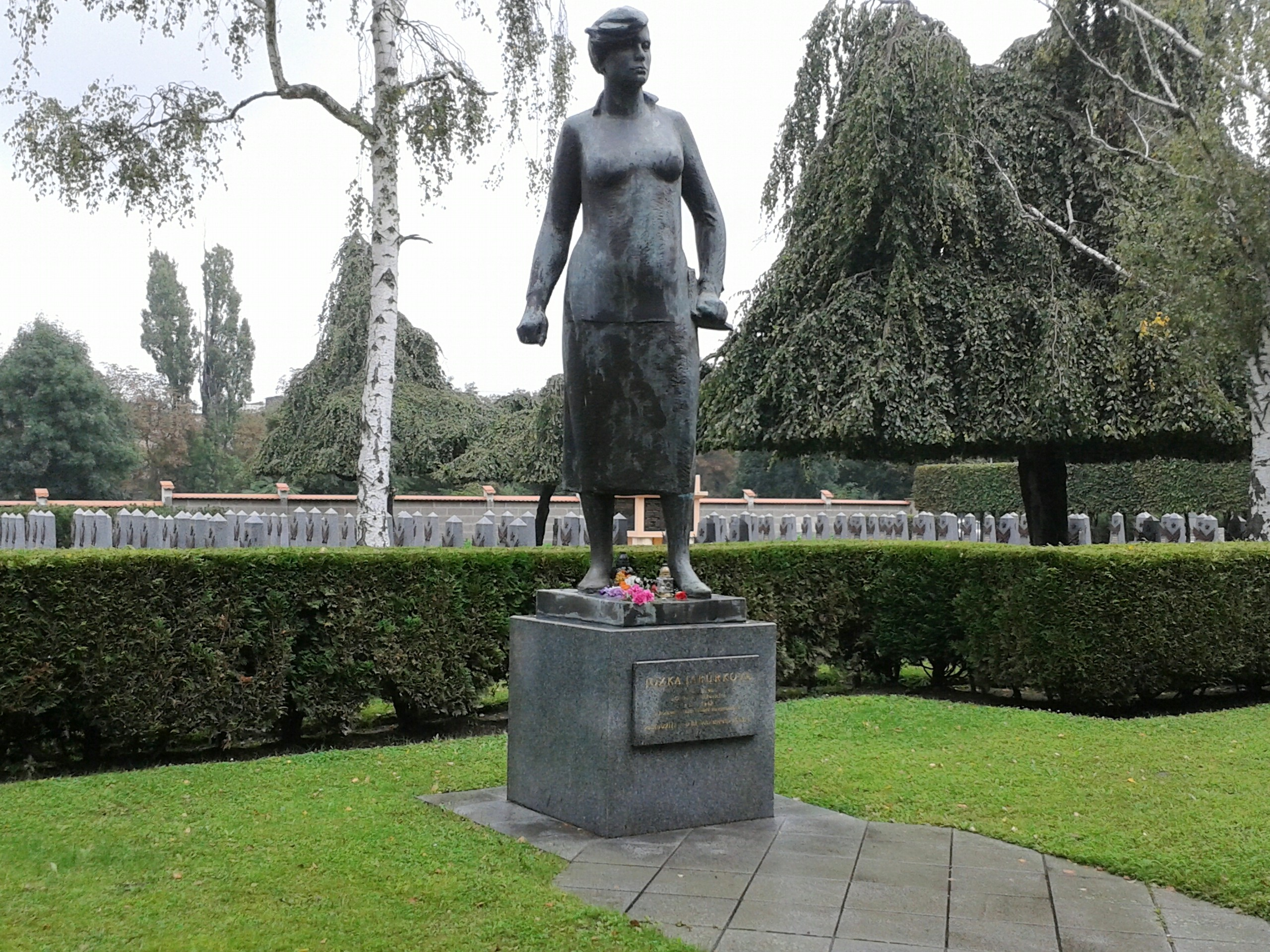
Denkmal an Jabůrková, 2002 auf den Friedhöfen Olšany wieder aufgestellt

Die spätere Rezeption Jabůrkovás antifaschistischen Engagements war – wie in vielen ähnlichen Fällen – gekennzeichnet durch die Tatsache, dass sie gleichzeitig auch eine überzeugte Aktivistin der kommunistischen Bewegung war – was nach 1989 vielfach als diskriminierend angesehen wurde. Dies zeigt auch das Schicksal ihres Denkmals, das Věra Merhautová im Jahr 1965 schuf. Das vom kommunistischen Regime errichtete Bronzedenkmal wurde 1992 nach der samtenen Revolution auf Betreiben der neuen Grundstückseigentümer als unerwünscht entfernt. 2002 wurde das Denkmal auf den Prager Friedhöfen Olšany (Olšanské hřbitovy) neu aufgestellt.